# Stabkirche Kaupanger

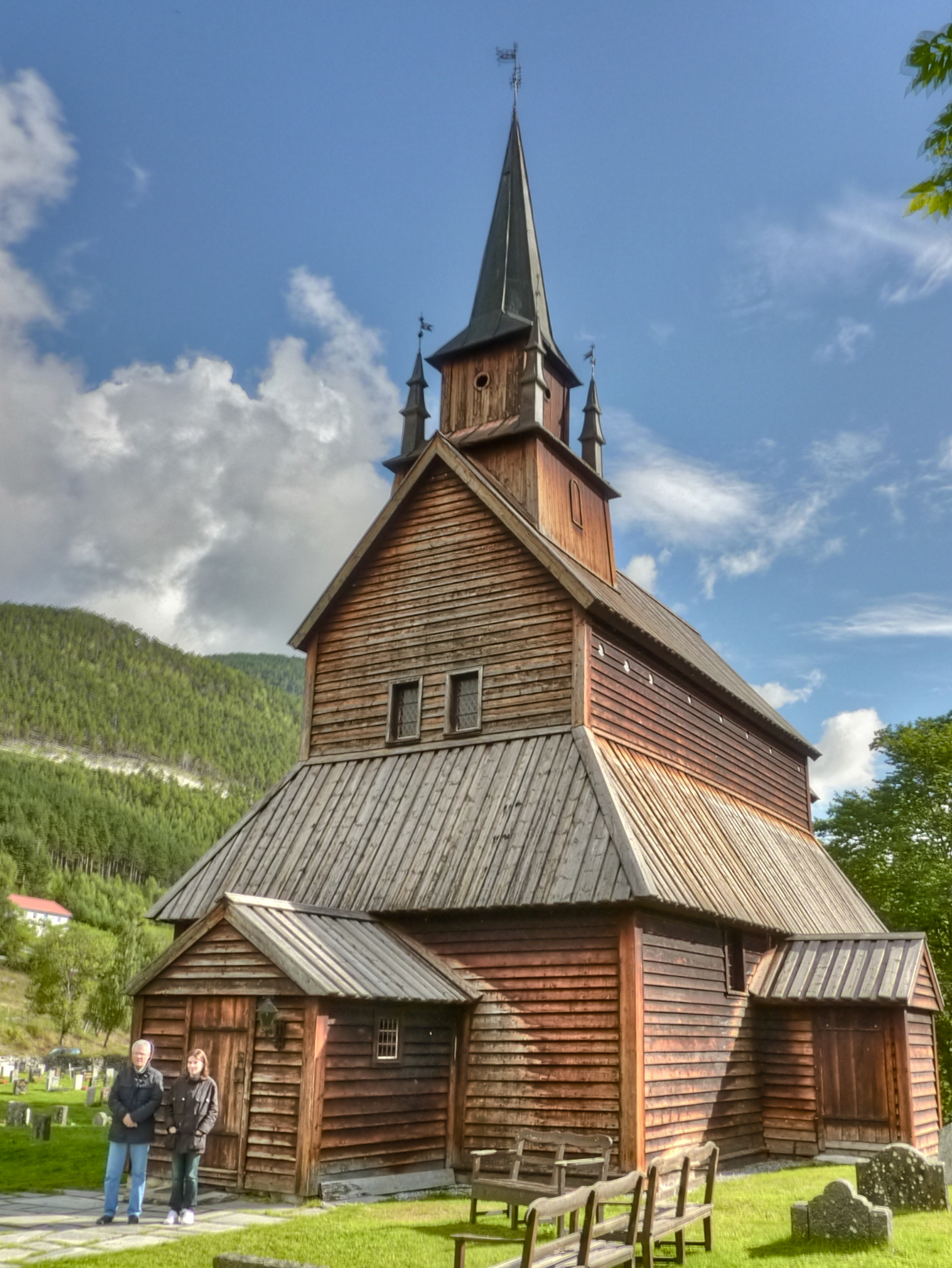
Stabkirche Kaupanger

Die Stabkirche Kaupanger ist eine norwegische Stabkirche. Sie befindet sich etwa zehn Kilometer südöstlich des alten Handelszentrums von Kaupanger am Sognefjord. Die Kirche gehört heute dem Altertumsverein Fortidsminneforeningen.

## Geschichte
Die Kirche ist ein Nachfolgebau einer Vorgängerkirche, die in den Jahren 1183 und 1184 urkundlich in der Sverris Saga erwähnt wurde. Nachdem die Bevölkerung einen königlichen Boten ermordet hatte, wurde der Ort zur Strafe geplündert und samt der Kirche niedergebrannt. Einer archäologischen Untersuchung von Hans Emil Lidén zufolge gab es insgesamt 3 Vorgängerkirchen auf dem Grundstück. Die heutige Kirche wurde vermutlich kurz nach dem Brand gegen Ende des 12. Jahrhunderts errichtet. Sie war ursprünglich eine Langkirche mit rechteckigem Schiff, einem schmaleren Chor und wies auf jeder Seite einen Laubengang auf. 1350 wurde das Schiff halbiert und verrückt. Ein neuer Mittelteil wurde eingefügt, die Kirche wurde so um 3,5 Meter verlängert.
Im 17. Jahrhundert und 1862 wurde die Kirche mehrfach umgebaut. Unter der Leitung des Architekten Kristian Bjerknes wurde sie 1965 restauriert. Dabei baute man die Veränderungen der Neuzeit so weit wie möglich zurück, sodass ihr Aussehen heute hauptsächlich dem des 17. Jahrhunderts entspricht. Sie bekam sie eine horizontale Täfelung und Fenster wurden eingesetzt. Der Dachreiter und das Waffenhaus wurden wiederhergestellt und im Inneren überarbeitete man das Dekor.

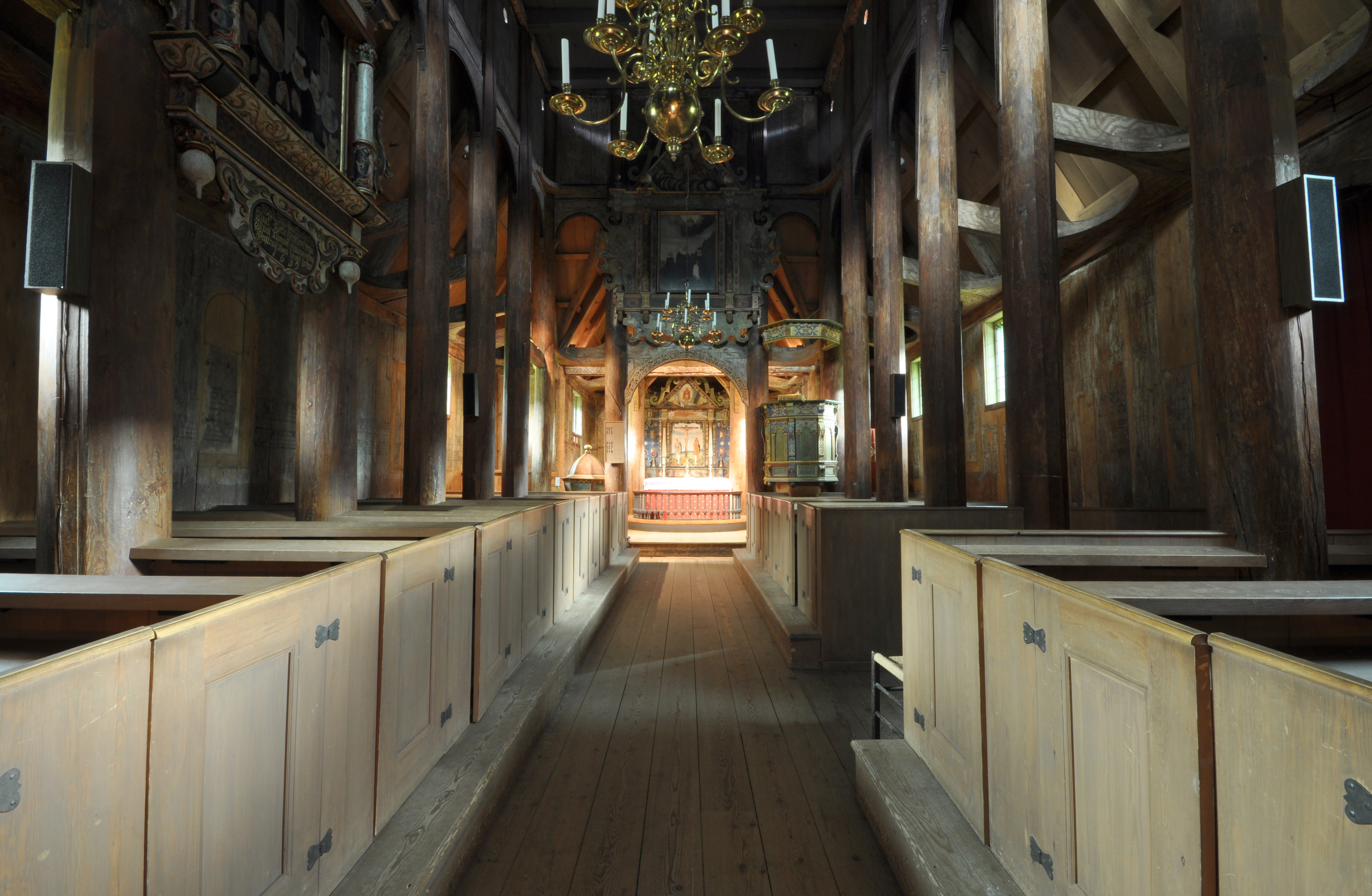
Mittelschiff und Seitenschiffe, …
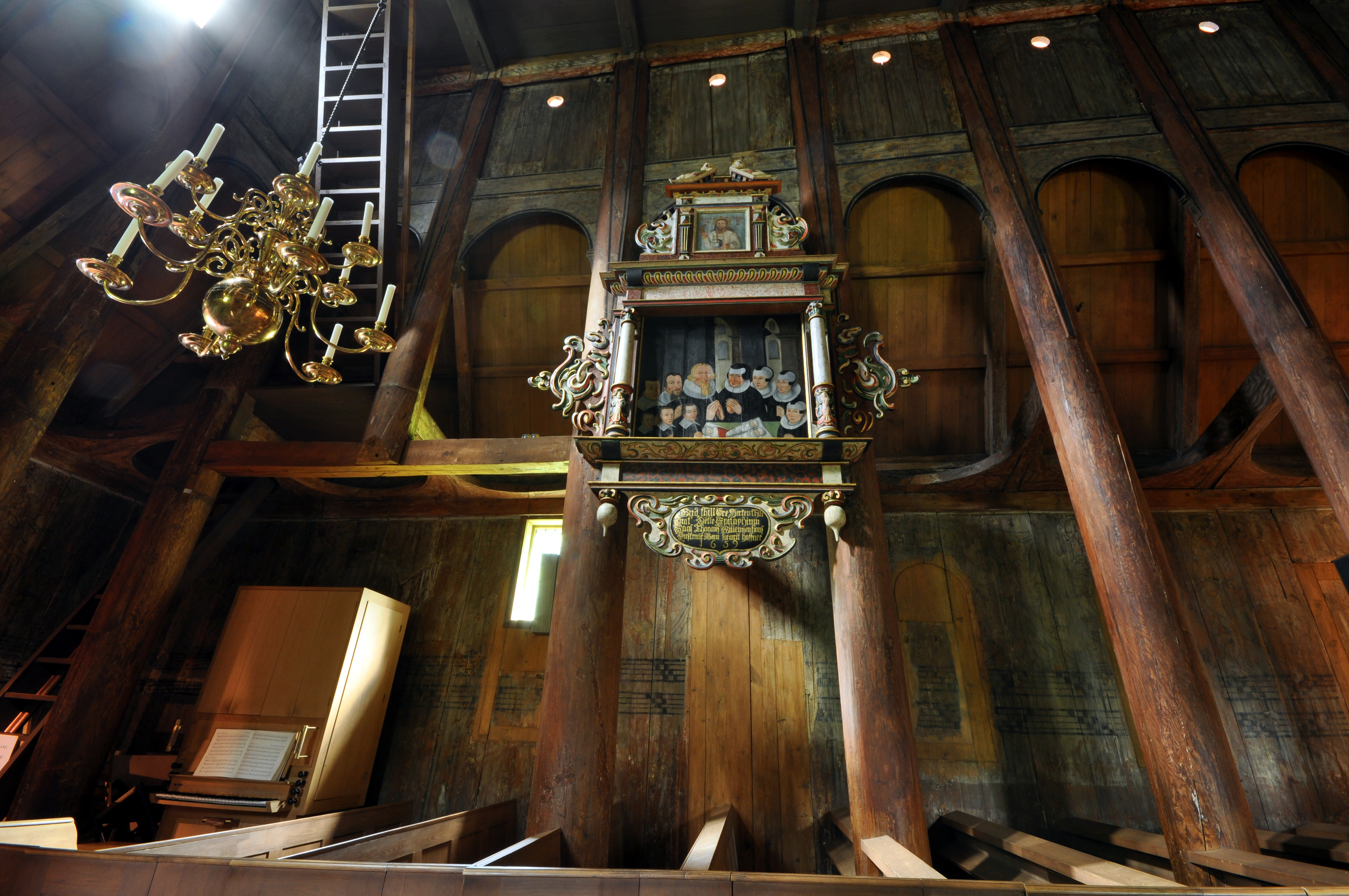
… Rundbögen und Obergaden wie in einer romanischen Steinbasilika
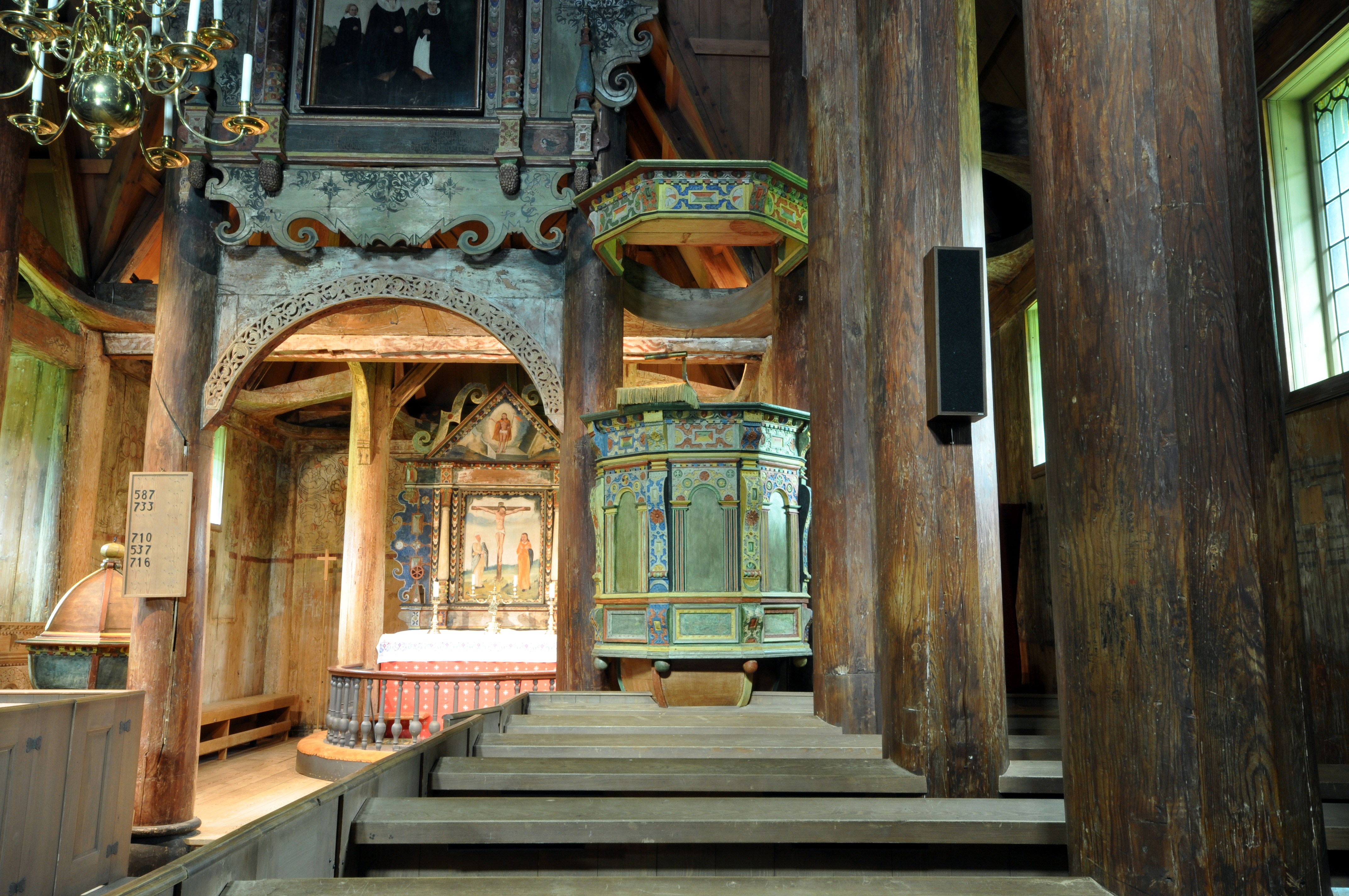
Kanzel
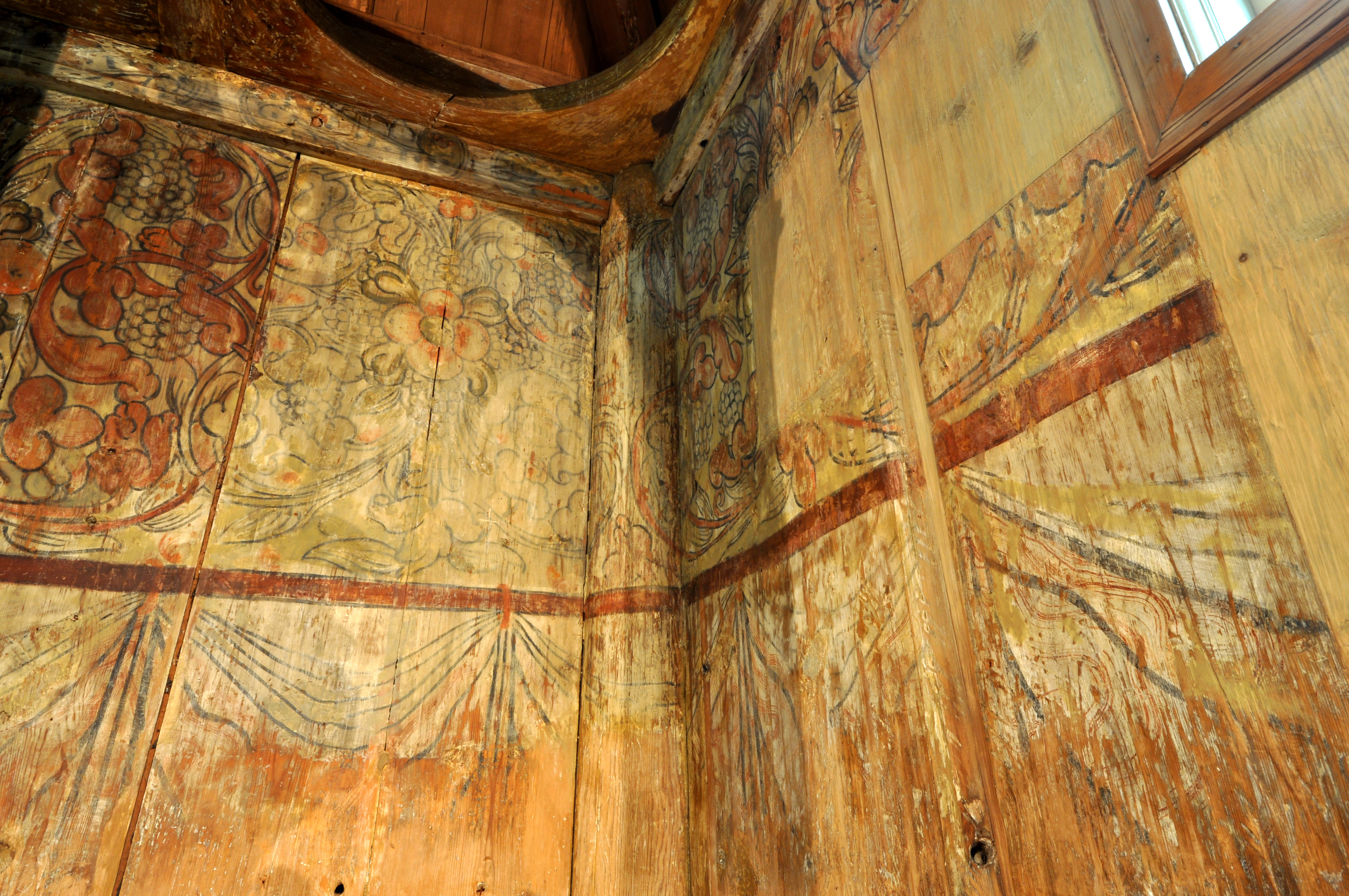
Malerei an der Chorwand

## Architektur und Ausstattung
Die Kirche gehört zu den großen Mastenkirchen der nach ihr benannten Kaupanger-Gruppe. Sie weist eine Länge 13,60 Metern auf. Von der ursprünglichen Kirche ist ein erheblicher Teil erhalten geblieben. Primär sind der Grundstock, die Saumdielen, die Masten, die Wandbretter und die Liegestäbe sowie Teile der Dachkonstruktion. Das Dach über dem Schiff ist dagegen neueren Datums. Der ursprüngliche Laubengang wurde schon vor 1600 entfernt. Auffällig an der Konstruktion dieser 20-Masten-Kirche ist, dass das Triforium mit seiner abstützenden Wirkung fehlt und die Masten mit nur einer Bogenscheibe verbunden sind. Dies weist eine Ähnlichkeit zu der Stabkirche Urnes auf. Der gotisierende Eindruck der ununterbrochenen Masten wird jedoch durch eine Zwischendecke abgemildert. Im Feld oberhalb der Rundbogenscheiben befinden sich die Lichtlöcher. Weiterhin besitzt die Kirche im Inneren einen Umgang, das bedeutet, dass die Masten (ausgenommen der Eckmasten) sich im Kirchenschiff befinden und nicht Teil der Außenwand sind. Die Kirche hat einen imposanten Dachreiter mit spitzem Turmhelm und vier kleineren Seitentürmchen, ein Süd- und Westportal sowie ein Chorportal gegen Süden. Kein Portal ist mit Schnitzereien verziert.

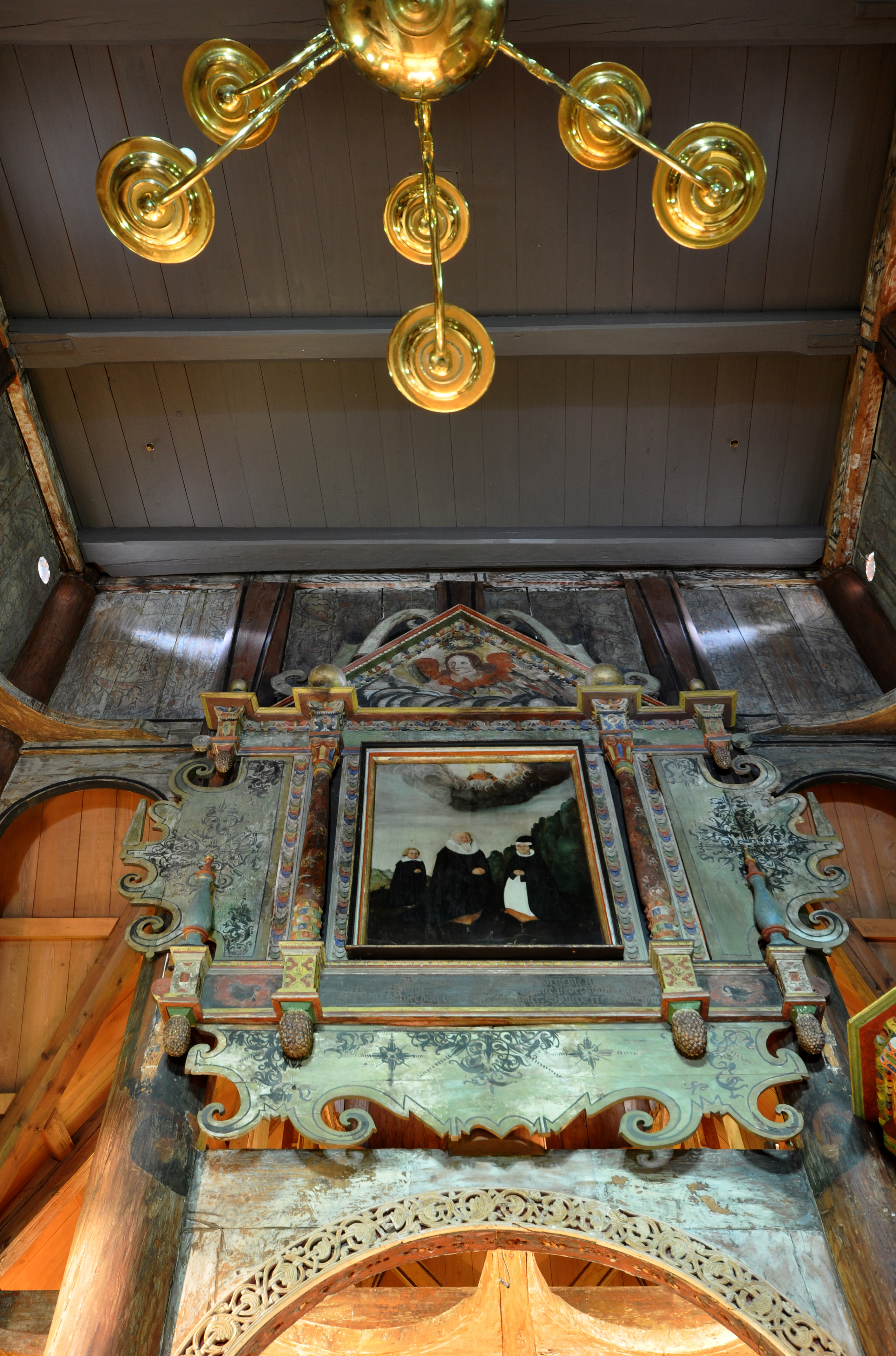
Schnitzerei und Bild bei der Chorzwischenwand
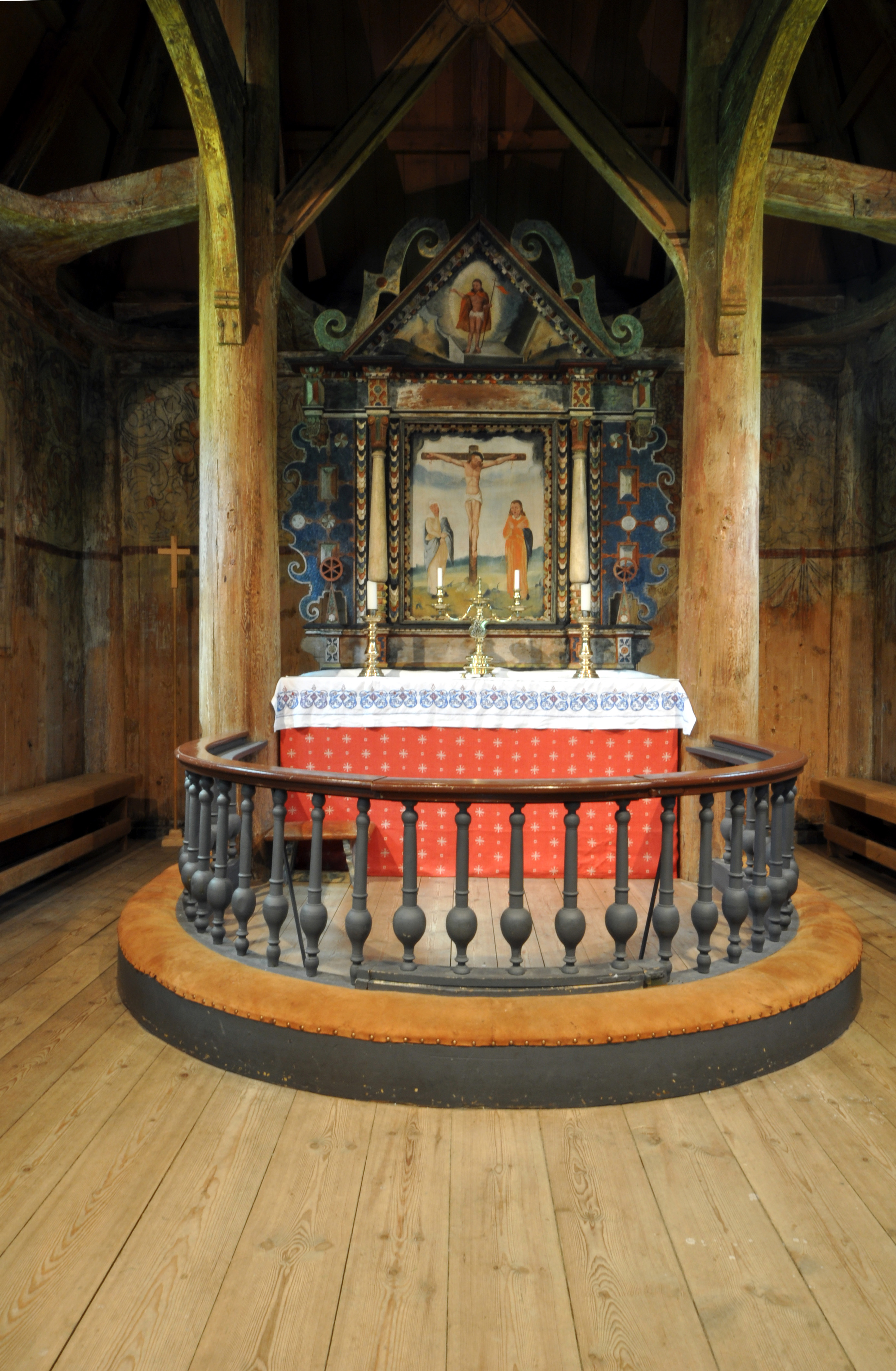
Chor mit Altar
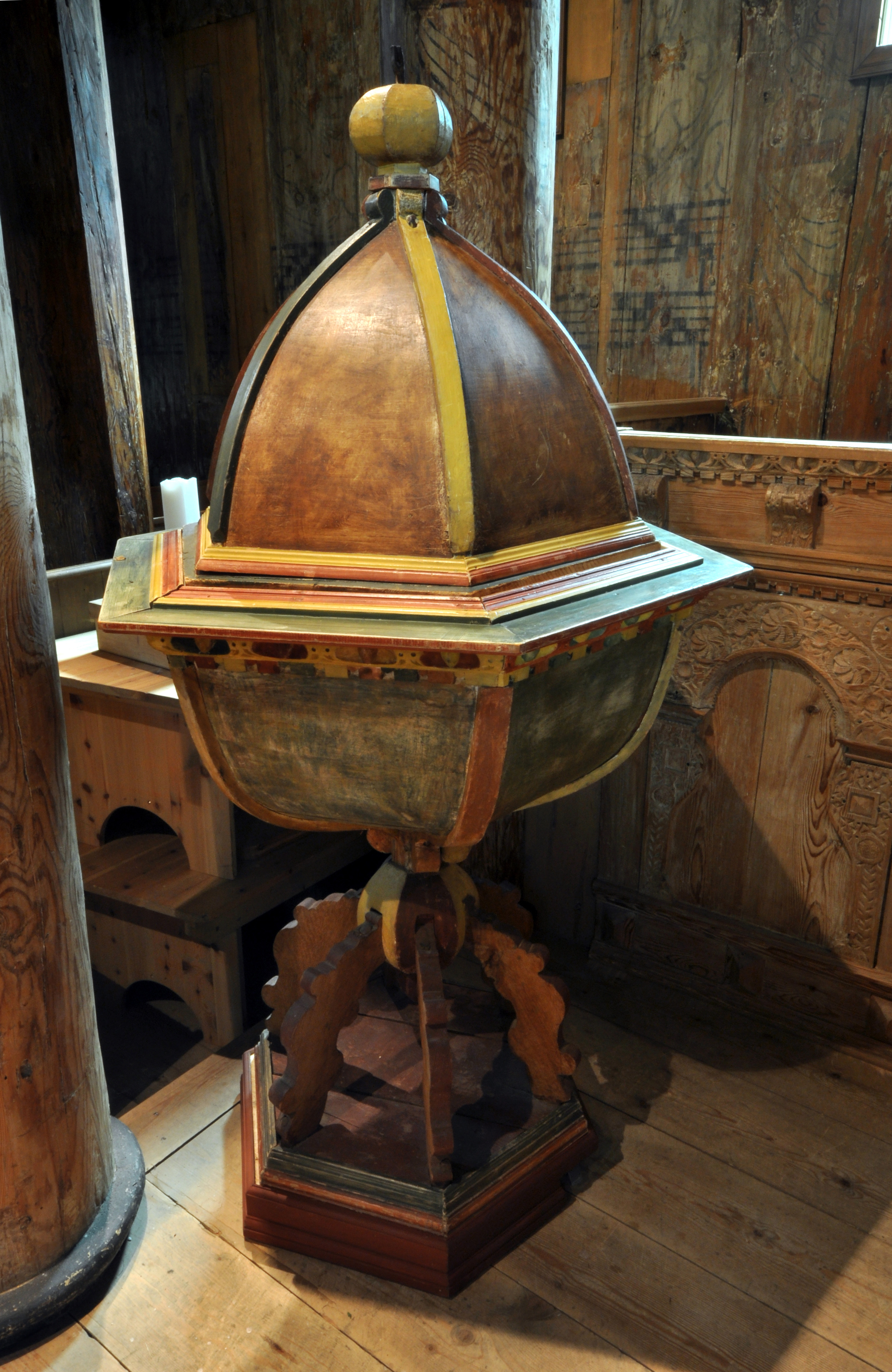
Taufbecken